# Кавказская кухня
Кавказская кухня – совокупность блюд народов Кавказа, собранная из национальных кухонь: армянской, грузинской, азербайджанской, абхазской, аварской, лезгинской, кабардинской, осетинской, черкесской, карачаево-балкарской, вайнахской (кухня чеченцев и ингушей).

## Типичные блюда

### Закуска
- Бастурма
- Долма
- Суджук
- Сыры (Сулугуни, Адыгейский сыр, Осетинский сыр)

### Супы
- Пити
- Довга
- Харчо
- Кюфта-бозбаш
- Чакапули
- Чихиртма
- Хаш
- Шурпа

### Основные блюда
- Чанахи
- Чахохбили
- Хапама
- Кюфта
- Лавангин
- Шашлык (Хоровац)
- Хинкали
- Хинкал
- Лахмаджун
- Цыплёнок табака

### Соусы
Характерными для кавказского региона являются соусы из сливы (Ткемали), острого перца с чесноком (Аджика), фасоли (Лобио), грецких орехов с кинзой (Сациви), соуса из помидоров, перца, чеснока, кинзы и специй (Сацебели) и гранатового уваренного сока (Наршараб).

### Мучные изделия
- Лаваш
- Матнакаш
- Мчади
- Цуреки
- Хычин
- Осетинский пирог

### Сладости
- Козинаки
- Пахлава
- Пеламуши
- Гата
- Чурчхела
- Тклапи
- Халва

### Напитки
Алкогольные напитки
- Саперави — грузинский красный винный сорт винограда и одноимённое красное вино.
- Ркацители — высокоценный грузинский винный сорт винограда среднего созревания.
- Армянский коньяк
- Тутовая водка или тутовка
- Чача

Безалкогольные напитки
- Кофе по-турецки
- Ногайский чай — чёрный чай с молоком и перцем[1].
- Тархун
- Кисломолочные напитки: Тан, Айран, Кефир и Мацони.
- Шербет